# Albin Andersson
Johan Albin Andersson (i riksdagen kallad Andersson i Myggenäs), född 22 december 1873 i Valla församling, Göteborgs och Bohus län, död där 30 juli 1949, var en svensk lantbrukare, bankkamrer och riksdagspolitiker (bondeförbundare).
Som riksdagsman var Andersson ledamot av första kammaren 1922–1925, invald i Göteborgs och Bohus läns valkrets. Albin Andersson är morfars far till den nuvarande centerpolitikern Kristina Jonäng.